# Evanghelia lui Barnaba

Pagină din manuscrisul în limba italiană

Evanghelia lui Barnaba este o carte care descrie viața lui Iisus Hristos și care pretinde a fi scrisă de discipolul lui Iisus, Barnaba care, în această lucrare, este prezentat ca fiind unul dintre cei 12 apostoli. Se cunoaște existența a doar două manuscrise, ambele datate din secolul al XVI-lea, unul scris în limba italiană și altul în limba spaniolă. Cu toate că manuscrisul spaniol este considerat acum pierdut, textul a supraviețuit numai într-o transcriere parțială din secolul al XVIII-lea. Evanghelia lui Barnaba are aproximativ aceeași lungime ca și cele patru evanghelii canonice puse împreună, detaliind mai mult lucrarea lui Iisus de răspândire a învățăturilor sale. În unele aspecte cheie, Evanghelia lui Barnaba este în conformitate cu interpretarea islamică a originii creștinismului și în contradicție cu învățăturile Noului Testament.
Această evanghelie este considerată de către majoritatea academicienilor, inclusiv creștini și unii musulmani (cum ar fi Abbas el-Akkad), ca fiind o pseudoepigrafie târzie; cu toate acestea unii academicieni sugerează că ar putea conține fragmente dintr-o lucrare apocrifă anterioară (probabil gnostică, ebionită sau diatessaronică), redactată mai mult pentru a fi în concordanță cu doctrina islamică. Unii musulmani consideră versiunile supraviețuitoare ca fiind bazate pe texte suprimate ale primilor apostoli. Unele organizații islamice citează această evanghelie în sprijinul punctului de vedere islamic asupra lui Iisus.
Această lucrare nu ar trebui confundată cu cărțile Epistola lui Barnaba și Faptele lui Barnaba.

## Istorie textuală
Cea mai veche atestare documentară a evangheliei lui Barnaba despre care se consideră în general că ar corespunde cu textul găsit în cele două manuscrise cunoscute este inclusă în manuscrisul Morisco  BNM MS 9653 din Madrid, scris în cca. 1634 de Ibrahim al-Taybili în Tunisia. În timp ce descrie modul în care Biblia prezice venirea lui Mahomed, textul vorbește despre "Evanghelia Sfântului Barnaba unde poate fi găsită lumină" ("y así mismo en Evangelio de San Bernabé, donde se hallará la luz"). Prima relatare publicată despre această evanghelie datează din 1717, când o scurtă referire la textul în limba spaniolă apare în De religione Mohamedica de Adriaan Reland; și apoi în 1718, într-o descriere mult mai detaliată a textului în limba italiană de către deistul irlandez John Toland. Ambele manuscrise, italian și spaniol, sunt menționate în 1734 de către George Sale în Discursul preliminar (The Preliminary Discourse), o prefață a Coranului.
„Mahomedani au, de asemenea, o Evanghelie în limba arabă atribuită Sfântului Barnaba, în care istoria lui Iisus Hristos este prezentată într-un mod foarte diferit de ceea ce găsim în adevăratele Evanghelii și care este un corespondent al acelor tradiții pe care Mohammed le-a urmat în Coranul său. Din această evanghelie, Moriscos din Africa au o traducere în spaniolă; și există în biblioteca Prințului Eugen de Savoia un manuscris de o anume vechime care conține o traducere în italiană a aceleiași evanghelii, realizată, se presupune, pentru a fi folosită de renegați. Această carte nu pare a fi o falsificare originală a mahomedanilor, deși nu este nicio îndoială că aceștia au interpolat-o și au modificat-o  astfel încât să servească cât mai bine scopului lor, și, în special, în loc de „paracletus” sau „ajutor” (sau „mângâietor”), ei au introdus în această evanghelie apocrifă cuvântul „periclyte”, care are sensul de faimosul sau ilustrul, prin acest lucru  ei pretind că profetul lor a fost prezis sub acest nume, aceasta fiind semnificația lui Mohammed în arabă; și că astfel ar justifica pasajul din Coran în care Iisus Hristos ar fi afirmat în mod oficial venirea lui sub celălalt nume al său, Ahmed, care este derivat din aceeași rădăcină ca Mohammed și are aceeași origine.”

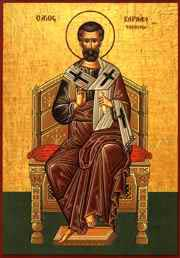
Icoană cu Barnaba

Traducerea lui Sale a textului Coranului a devenit versiunea standard a acestuia în limba engleză; și grație difuzării  acesteia, precum și a Discursului preliminar, o conștientizare a existenței Evangheliei lui Barnabas s-a răspândit la scară largă în cercurile academice; lucru care a dus la mai multe încercări zadarnice de a găsi originalul în limba arabă menționat de Sale. Cu toate acestea, în descrierea sa a Evangheliei în Discursul preliminar, Sale s-a bazat în întregime pe referințe de mâna a doua (de exemplu, spre deosebire de notificarea  lui Sale, termenii specifici Paraclet sau periclyte  nu se găsesc în mod explicit în textul ambelor versiuni, deși termenul periclyte este tradus în arabă într-una din notele marginale ale manuscrisului italian). După pregătirea Discursului preliminar, manuscrisul spaniol cunoscut  a ajuns în posesia lui Sale.

## Menționări anterioare
O "Evanghelie după Barnabas" este menționată în două liste creștine timpurii de lucrări apocrife: Decretum Gelasianum în  latină (secolul al 6-lea), precum și în Lista celor Șaizeci de Cărți, o listă greacă din secolul a 7-lea. Aceste liste sunt considerate martori independenți. În 1698, John Ernest Grabe a găsit o cuvântare necunoscută a lui Iisus, atribuită Apostolului Barnaba, printre manuscrisele grecești din colecția Barocciană din Biblioteca Bodleian, despre care a speculat că ar putea fi un citat din această evanghelie pierdută. Ulterior, alți savanți care au examinat textele italiene și spaniole nu au fost în măsură să identifice citatul la care făcea referire Toland.

## Origini
Unii cercetători ai lucrării susțin originea ei italiană, menționând fraze din Evanghelia lui Barnaba care ar fi foarte asemănătoare cu expresii folosite de Dante și sugerând că autorul evangheliei a împrumutat din lucrările lui Dante, ei iau prefața versiunii spaniole în sprijinul acestei concluzii. Alți cercetători au remarcat o serie de similitudini textuale între pasajele Evangheliei lui Barnaba și diverse texte dintre o serie de vernaculare armonioase medievale târzii a celor patru Evanghelii canonice (în engleza medie, în olandeza medie, dar mai ales în italiana medie) despre care s-a  speculat că toate derivă din versiunea pierdută Vetus Latina a Diatessaronului lui Tatian Sirianul. Dacă ar fi adevărat, acest lucru ar sprijini, de asemenea, originea italiană a evangheliei.